# 아니마칭산
아니마칭산(중국어: 阿尼玛卿山, 병음: Ānímǎqīng Shān, 티베트어: A'nyêmaqên)은 높이 6282m인 쿤룬산맥의 산이다. 중국 칭하이성에 위치한다.

## 지리
쿤룬산맥의 동쪽 산부근이다. 아니마칭 산의 최고봉은 칭하이성 궈뤄 티베트족 자치주 마친 현에 위치하고 있다.

## 역사
1981년 일본　등반대에 의해 등반 되었으며, 이 때 20,610 feet(약 6281.9m)의 길이로 측정되었다. 이에 따라 아무네마틴이라는 이름로 알려진 이 산이 세계최고봉이라는 사실은 잘못됨이 밝혀졌다.